# Chiesa di Santa Maria a Quinto
La chiesa di Santa Maria si trova a Quinto, nel comune di Sesto Fiorentino, in provincia di Firenze, arcidiocesi della medesima città.

## Storia e descrizione
Di fondazione romanica, citata in documenti già dall'XI secolo, fu radicalmente ristrutturata nel 1770 e ancora restaurata negli anni venti del Novecento.
Alla chiesa appartengono due importanti dipinti: una tavola raffigurante un'"Annunciazione" di sapore tardo gotico, assegnata al cosiddetto Maestro della Madonna Strauss della fine del Trecento, e un trittico con la "Madonna in trono col Bambino e quattro santi" di Spinello Aretino, che reca la data 1393, entrambi recentemente restaurati e ricollocati in loco.